# Zblovice
Zblovice (en allemand : Zblowitz) est une commune du district de Znojmo, dans la région de Moravie-du-Sud, en République tchèque. Sa population s'élevait à 43 habitants en 2020.

## Géographie
Zblovice se trouve à 13 km au sud-est de Jemnice, à 28 km à l'ouest-nord-ouest de Znojmo, à 71 km à l'ouest-sud-ouest de Brno et à 155 km au sud-est de Prague.
La commune est limitée par Dešov au nord et à l'est, par Bítov au sud, et par Vysočany à l'ouest.

## Histoire
La première mention écrite de la localité date de 1349.